# Ripalta Nuova
Ripalta Nuova (Riólta Gràsa in dialetto cremasco) è la sede comunale di Ripalta Cremasca in Provincia di Cremona.

## Storia
La località di Ripalta Nuova è citata nella convenzione stipulata il 9 aprile 1361 tra il podestà di Crema e i consoli dei comuni delle porte per la manutenzione delle infrastrutture viarie territorio. Rientra nell'elenco delle ville del contado appartenenti alla Porta Rivolta.
Ripalta Nuova fu autonoma fino al 1810, anno in cui, applicando un decreto datato 14 luglio 1807, fu aggregata in un unico comune con Ripalta Guerina e Zappello. Le tre borgate furono divise nuovamente nel 1816.
Nel 1875 a Ripalta Nuova fu aggregato parte del territorio del soppresso comune di San Michele Cremasco.
Il comune di Ripalta Nuova fu definitivamente soppresso nel 1928 ed incluso nella nuova aggregazione comunale che prese il nome di Ripalta Cremasca, comprendente anche Bolzone, Zappello, San Michele e Ripalta Guerina. Quest'ultima località ritornò autonoma nel 1955.